# Szent-Gály Gyula
Szent-Gály Gyula, névváltozat: Szentgáli (Szeged, 1863. január 17. – Miskolc, 1919. szeptember 24.) zeneszerző, zeneiskolai igazgató-tanár.

## Életútja
Szent-Gály István városi rendőrkapitány és Tamaskó Jozefa fia. A Kegyes Tanítórend Kecskeméti Főgimnáziumában érettségizett (1881), majd a Budapesti Tudományegyetemen klasszika-filológiát és egy évig jogot hallgatott. 1883-ban belépett a jászói premontrei rendbe. Zenei érdeklődése miatt 1885 januárjában elhagyta a papi pályát és Csóka Sándor színtársulatához szerződött. Sok nélkülözés mellett bejárta Eperjest, Ungvárt, Máramarosszigetet; majd Kassán telepedett le mint zeneoktató, ahol megírta Deréki Antal Földhöz ragadt szegények című népszínművének zenéjét, amelyet 1886-ban Kassán adtak elő. Időközben leszolgálta önkéntesi évét, s Kecskemétre ment. Id. Ábrányi Kornél vezetése mellett a zeneszerzés tudományát tanulta, s 1893-ban a Zeneakadémián megszerezte oklevelét, az akkor alapított Kecskeméti Városi Zeneiskola szervezője és igazgatója lett. Ugyanott a zenekedvelők egyesületének művezető igazgatója, a daloskör karnagya, a Katona József-kör választmányi tagja, a polgári leányiskola s a piarista főgimnázium énektanára, az országos magyar dalosegyesület központi választmányának rendes tagja s a zenepedagógiai társaság igazgató-választmányi tagja volt.
A zene művelése érdekében több cikket írt a Kecskeméti Lapokba (1895. 34., 36., 1896. 33., 34. sz.), a Kecskemétbe (1898. 17. sz.), a Katona József-kör Évkönyvébe (1900), a Kecskeméti zeneiskola Értesítőjébe (1899., 1900., 1903. 4.) és a Zenevilágba (1901.).

## Munkái
- Állítsunk zeneiskolát. Kecskemét, 1892
- A kecskeméti városi zeneiskola keletkezése 1894-ben és eddigi működése. Kecskemét, 1896.
- Imádságos és énekeskönyv a kath. tanulóifjúság használatára. Kassa, 1896. (Karsai Ervinnel)
- Zeneelmélet. Iskolai és magánhasználatra. Kecskemét, 1896. (bővített és javított kiadásai: 2. kiadás. 1900. 3. kiadás. Kecskemét)
- Egyházi zenénk. Kecskemét, 1899. (Különnyomat a kecskeméti zeneiskolai Értesítőből)
- Módszeres énektan, Budapest, 1904., 1905., 1907. Három kötet. (Erődi Ernővel. I. k. 2. kiadás. Kecskemét, 1904)

Ezeken kívül van körülbelül 30 zeneműve, melyek nagyobb része Klöckner budapesti zenemű-kereskedésében jelentek meg.